# Myrichthys tigrinus
Myrichthys tigrinus (Girard, 1859)  è un pesce osseo marino appartenente alla famiglia Ophichthidae.

## Distribuzione e habitat
È una specie endemica dell'Oceano Pacifico orientale dove ha un vasto areale che va dal Golfo di California al Perù comprese le isole Galápagos.
Si tratta di una specie costiera che si trova a profondità fino a 25 metri, eccezionalmente fino a 60. Vive in fondali di sabbia o fango nei pressi di fondali duri o di barriere coralline.

## Descrizione
Come tutti gli anguilliformi ha corpo molto allungato con le pinne dorsale, caudale e anale unite e pinne ventrali assenti. Le narici sono poste su un breve tubulo.
La taglia massima nota è di 74 cm, la taglia media è di circa 60 cm.

## Biologia
Sembra, al contrario degli altri Myrichthys, avere abitudini diurne. Caccia negli anfratti di scogli e coralli, quando non è impegnato nella caccia si infossa completamente nel sedimento.

## Conservazione
La specie non è naturalmente molto abbondante in nessuna parte dell'areale. Non ha valore per la pesca e non si è a conoscenza di alcun impatto antropico che la riguardi. Per questi motivi viene classificato dalla Lista rossa IUCN come "a rischio minimo".